# Tsarigrad Peak
Der Tsarigrad Peak (englisch; bulgarisch връх Цариград wrach Zarigrad) ist ein 1760 m hoher Berg auf Smith Island im Archipel der Südlichen Shetlandinseln. In der Imeon Range ragt er 2,5 km des Mount Foster, 0,55 km südlich des Slaveykov Peak und 0,6 km nordöstlich des Neofit Peak auf. Der Armira-Gletscher liegt südöstlich von ihm.
Bulgarische Wissenschaftler kartierten ihn 2009. Die bulgarische Kommission für Antarktische Geographische Namen benannte ihn im selben Jahr nach der Konferenz von Konstantinopel (in Bulgarien heißt Konstantinopel Zarigrad) zwischen 1876 und 1877, auf welcher die ethnischen Grenzen Bulgariens ermittelt worden waren.